# Porto Amazonas
Porto Amazonas ist ein brasilianisches Munizip im Südosten des Bundesstaats Paraná. Es hat 4.098 Einwohner (2022), die sich Porto-Amazonenser nennen. Seine Fläche beträgt 187 km². Es liegt 789 Meter über dem Meeresspiegel.

## Etymologie
Die Stadt wurde  bei der Erhebung zum Distrikt im Jahr 1915 nach Oberst Amazonas de Araújo Marcondes benannt, dem Pionier der Flussschifffahrt auf dem Iguaçu.
Ende des 18. Jahrhunderts wurde der neuangelegte Flusshafen Nossa Senhora da Conceição de Caiacanga genannt. 

## Geschichte

### Besiedlung
Die Besiedlung des Gebiets von Ponta Grossa begann um 1720. Zwischen 1768 und 1772 wurde an der Stelle, an der der Rio Iguaçu schiffbar wurde, der Hafen von Nossa Senhora da Conceição de Caiacanga, der heutigen Stadt Porto Amazonas, für die Abfahrt der Kanus der Expeditionen gegründet, die der Gouverneur des Kapitanats São Paulo zur Erkundung des Westens ausschickte. Man konnte den Fluss bis zum Salto Grande befahren, der heute durch den Stausee von Foz do Areia überflutet ist (etwa 180 km Luftlinie und 70 m Höhenunterschied).
In Porto Amazonas versuchte um 1876 herum der Brite Charles William Kitto zusammen mit 18 Engländern, eine Kolonie zu installieren, die Colonia Kitto (Kitolândia).  Er hatte 1873 mit der kaiserlichen Regierung einen Vertrag  über die Ansiedlung von 30.000 englischen Kolonisten im Tal des Iguaçu-Flusses geschlossen. 1876 wurde Land in der heutigen Gemeinde Porto Amazonas erworben, aber die Kolonisierung war ein Fehlschlag: Sie dauerte nicht einmal ein Jahr.

### Flussschifffahrt auf dem Iguaçu
Ende der 1870er Jahre untersuchte und entwarf Amazonas de Araújo Marcondes sein Schifffahrtsunternehmen, gründete eine Flussschifffahrtsgesellschaft und erwarb in Rio de Janeiro einen Dampfer, die Cruzeiro, der als erster den Iguaçu befuhr.

Er holte einige Familien deutscher und schweizerischer Herkunft, die in Santa Catarina lebten, in die Stadt. Ein Teil des Landes, auf dem der erste Siedlungskern entstand, das heutige Stadtgebiet, gehörte dem Deutschen Conrado Buhrer, einem eingesessenen Händler des Ortes.

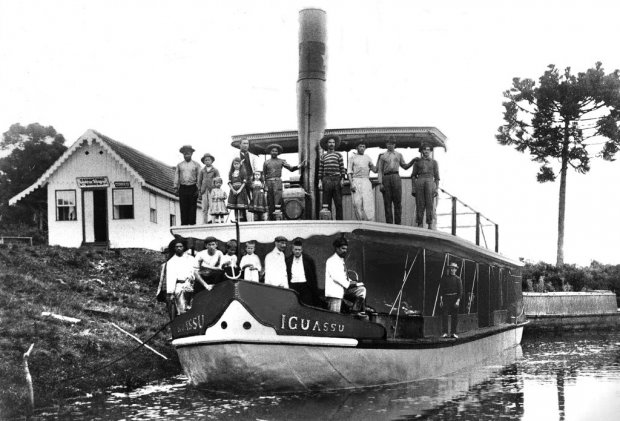
Dampfer Iguassu der Schifffahrtsgesellschaft Buhrer in Porto Amazonas

Die Schifffahrtskonzession wurde am 19. April 1879 erteilt. Sie erlaubte Oberst Amazonas, eine Dampfschifffahrtslinie von der Stelle namens Cayacanga bis União da Vitória zu betreiben. Die Jungfernfahrt erfolgte am  27. Dezember 1882. Es wurden Herva-Mate und Holz transportiert. Diese Güter entwickelten sich zu einer tragenden Säule der Wirtschaft von Porto Amazonas.
Gleichzeitig mit der Schifffahrt entstand die Eisenbahn, die die Transportwege verkürzte und die Kommunikation mit anderen Orten erleichterte.
Am 27. April 1915 schlossen sich verschiedene Flussschifffahrtsgesellschaften zur Aktiengesellschaft Lloyd Paranaense zusammen. Nach dieser Vereinigung gab es mehr Regelmäßigkeit und Effizienz im Flussverkehr. In dieser Zeit wurde Porto Amazonas am 12. März 1915 zum Verwaltungsbezirk von Palmeira erhoben. Die Stadt erlebte eine beachtliche Entwicklung, denn zu dieser Zeit gab es große Unternehmen wie Leão Junior, Lloyd Paranaense, Bettega oder Sulamerica.
Die Schifffahrt erlebt ab Ende der 1940er Jahre einen Rückgang. Der Lloyd Paranaense wurde 1953 aufgelöst. 1955 wurde die Schifffahrt auf dem Iguaçú aufgrund des Baus der Rodovia do Xisto (BR-476, deutsch: Ölschieferstraße) und des Ausbaus der Estrada de Ferro do Paraná (Paraná-Eisenbahn) vollständig eingestellt.

### Erhebung zum Munizip
Porto Amazonas wurde durch das Staatsgesetz Nr. 2 vom 11. Oktober 1947 aus Palmeira ausgegliedert und in den Rang eines Munizips erhoben. Es wurde am 9. November 1947 als Munizip installiert.

## Geografie

### Fläche und Lage
Porto Amazonas liegt auf dem Segundo Planalto Paranaense (der Zweiten oder Ponta-Grossa-Hochebene von Paraná). Seine Fläche beträgt 187 km². Es liegt auf einer Höhe von 789 Metern.

### Vegetation
Das Biom von Porto Amazonas ist Mata Atlântica.

### Klima
Das Klima ist gemäßigt warm. Es werden hohe Niederschlagsmengen verzeichnet (1480 mm pro Jahr). Im Jahresdurchschnitt liegt die Temperatur bei 17,8 °C. Die Klimaklassifikation nach Köppen und Geiger lautet Cfb.

### Gewässer
Porto Amazonas liegt im Einzugsgebiet des Rio Iguaçu. Dieser bildet die südliche Grenze des Munizips. Ein kleineres Teilgebiet im Norden des Munizips wird über den Rio do Salto zum Rio Tibaji entwässert.

### Straßen
Porto Amazonas ist über die PR-427 mit Lapa im Süden und Palmeira im Nordwesten verbunden. Durch das nördliche Munizipgebiet verläuft die BR-277, über die man im Osten nach Curitiba und im Westen nach Foz do Iguacu kommt.

### Eisenbahn
Im Osten des Munizipgebiets verläuft die Nord-Süd-Eisenbahnstrecke von Apucarana nach Santa Catarina. Diese wird nur noch für den Güterverkehr genutzt. Betreiber ist die Rumo Logistica S.A. als Rechtsnachfolgerin der América Latina Logística S.A. (ALL). Seit der Einstellung des Personenverkehrs in den 1980er Jahren wird die Strecke gelegentlich mit Dampflok-gezogenen Nostalgiezügen befahren.

### Nachbarmunizipien
| Palmeira |                                             |            |
|          | Kompassrose, die auf Nachbargemeinden zeigt | Balsa Nova |
|          |                                             | Lapa       |

## Stadtverwaltung
Bürgermeister: Elias Jocid Gomes da Costa, Podemos (2021–2024)
Vizebürgermeister: José Luiz Gandin Junior, PSD (2021–2024)

## Demografie

### Bevölkerungsentwicklung
| Jahr | Einwohner | Stadt | Land |
| ---- | --------- | ----- | ---- |
| 1950 | 3.136     | 75 %  | 25 % |
| 1960 | 3.203     | 61 %  | 39 % |
| 1970 | 2.904     | 75 %  | 25 % |
| 1980 | 2.915     | 65 %  | 35 % |
| 1991 | 3.579     | 67 %  | 33 % |
| 2000 | 4.236     | 64 %  | 36 % |
| 2010 | 4.514     | 65 %  | 35 % |
| 2022 | 4.098     |       |      |

Quelle: IBGE, bis 2010: Volkszählungen und Volkszählung 2022

### Ethnische Zusammensetzung
| Gruppe * | 1991    | 2000    | 2010    | wer sich als …                                                                   |
| --- | ------- | ------- | ------- | -------------------------------------------------------------------------------- |
| Weiße | 83,2 %  | 75,8 %  | 65,4 %  | weiß bezeichnet                                                                  |
| Schwarze | 5,1 %   | 5,6 %   | 3,7 %   | schwarz bezeichnet                                                               |
| Gelbe | 0,0 %   | 0,4 %   | 0,0 %   | von fernöstlicher Herkunft wie japanisch, chinesisch, koreanisch etc. bezeichnet |
| Braune | 10,6 %  | 17,4 %  | 30,8 %  | braun oder als Mischung aus mehreren Gruppen bezeichnet                          |
| Indigene | 0,0 %   | 0,0 %   | 0,1 %   | Ureinwohner oder Indio bezeichnet                                                |
| ohne Angabe | 1,1 %   | 0,8 %   | 0,0 %   |                                                                                  |
| Gesamt | 100,0 % | 100,0 % | 100,0 % |                                                                                  |
| *) Anmerkung: Das IBGE verwendet für Volkszählungen ausschließlich diese fünf Gruppen. Es verzichtet bewusst auf Erläuterungen. Die Zugehörigkeit wird vom Einwohner selbst festgelegt. |         |         |         |                                                                                  |

Quelle: IBGE (Stand: 1991, 2000 und 2010)

## Wirtschaft

### Kennzahlen
Mit einem Bruttoinlandsprodukt pro Einwohner von 23.467,99 R$ (rund 5.200 €) lag Porto Amazonas 2019 an 290. Stelle der 399 Munizipien Paranás.
Sein hoher Index der menschlichen Entwicklung von 0,700 (2010) setzte es auf den 232. Platz der paranaischen Munizipien.